# زاگاتو
زاگاتو (انگلیسی: Zagato) یک شرکت مستقل سازنده و مرکز طراحی خودرو واقع در شمال غربی میلان است که در بخش رو (ایتالیا) در لومباردی واقع شده است.این شرکت در زمینی به مساحت ۲۳۰۰۰ متر مربع (۲۵۰٬۰۰۰ فوت مربع) واقع شده است.